# Midnight Lady
Pour plus de détails, voir Fiche technique et Distribution.
Midnight Lady est un film américain réalisé par Richard Thorpe, sorti en 1932.

## Synopsis
L'interférence incessante de sa belle-mère a raison du couple de Nita St. George, et elle quitte mari et enfant. Des années plus tard, Nita dirige un bar clandestin, et ses enfants la croient morte. Sa fille Jean Austin sort avec un artiste, Byron Crosby, et le rencontre un soir dans le speakeasy de Nita. Nita les fait surveiller, car elle sait que Byron est un homme à femmes. Lorsqu'ils sortent pour aller chez Byron, Nita les suit. Mais Byron est assassiné par Mona, une de ses maîtresses, qui fait porter les soupçons sur Jean. Nita se dénonce alors à sa place et est emprisonnée. Jean se confesse à son petit-ami, un avocat, et le procureur s'arrange pour obtenir la confession de Mona. Nita est relâchée et retourne à son club, et sa fille Jean retourne auprès de son ami, toujours sans connaître la véritable identité de Nita.

## Fiche technique
- Titre original : Midnight Lady
- Réalisation : Richard Thorpe
- Scénario : Edward T. Lowe Jr.
- Costumes : Vera West
- Photographie : M. A. Anderson
- Son : Pete Clark
- Montage : Vera Wade
- Production : George R. Batcheller
- Société de production : Chesterfield Motion Pictures Corporation
- Société de distribution : Chesterfield Motion Pictures Corporation
- Pays de production :  États-Unis
- Langue originale : anglais
- Format : noir et blanc — 35 mm — 1,37:1 — son Mono (RCA Photophone)
- Genre : drame
- Durée : 65 minutes
- Date de sortie :
  - États-Unis : 15 mai 1932

## Distribution
- Sarah Padden : Nita St. George
- John Darrow : Bert
- Claudia Dell : Jean Austin
- Theodore von Eltz : Byron Crosby
- Montague Love : Harvey Austin
- Lucy Beaumont : Grand-mère Austin
- Lina Basquette : Mona
- Donald Keith : Don Austin
- Brandon Hurst : le procureur
- Wayne Lamont : Tony